# René Schick Gutiérrez
René Schick Gutiérrez (* 1909 in Managua, Nicaragua; † 3. August 1966 ebenda) war ein nicaraguanischer Politiker des Partido Liberal und von 1963 bis 1966 Präsident des Landes.
Vor seiner Wahl zum Präsidenten von Nicaragua diente er dem Somoza-Regime von 1961 bis 1962 als Außenminister und war auch Privatsekretär Anastasio Somoza Garcías. Obwohl er als Statthalter Somozas galt, gelang es ihm die innenpolitische Repression im Land abzumildern. Den USA bot er sein Land zur Stationierung gegen Kuba gerichteter Raketen an. René Schick Gutiérrez starb im Amt im August 1966.